# حارة قائد صائل (جعار)
حارة قائد صائل هي إحدى حارات حي قائد صائل بمدينة جعار التابعة لمحافظة أبين، بلغ تعداد سكانها 1266 نسمة حسب تعداد اليمن لعام 2004.